# Naga (film)
Naga è un film del 2023 diretto da Meshal Al Jaser.

## Trama
Una ragazza, Sarah, rimasta bloccata nel deserto, lotta contro il tempo prima del coprifuoco in quanto spaventata dalla punizione che potrebbe dargli suo padre.

## Distribuzione
Il film è stato distribuito sulla piattaforma Netflix a partire dal 07 dicembre 2023.